# Annemarie Huste
Annemarie Huste (* 30. Mai 1943 in Ulm; † 19. Oktober 2016 in East Islip, New York) war eine US-amerikanische Köchin und Autorin deutscher Herkunft. Sie wanderte 1963 in die USA aus, wo sie eine bekannte Fernsehköchin und Kochbuchautorin wurde und in New York ein Nobelrestaurant betrieb.

## Leben
Annemarie Huste war die Tochter von Karl Huste und seiner Ehefrau Annemarie geborene Bass, die in der Ulmer Wagnerstraße seit 1933 ein Pelz- und Lederfachgeschäft betrieben. Nach einer Lehre als Schuhverkäuferin verließ die junge Frau im Alter von neunzehn Jahren 1963 ihre Heimatstadt Ulm und wanderte in die Vereinigten Staaten aus. Mit Hilfe einer Frankfurter Agentur fand sie – ohne eine entsprechende Ausbildung absolviert zu haben – ihre erste Arbeitsstelle in New York als Köchin im Haushalt des griechischen Schiffsmagnaten Gregory Callimanopulos. Danach arbeitete sie – ebenfalls als Köchin – für den Showgeschäft-Impresario Billy Rose. Nach dessen Tod bewarb sie sich 1964 erfolgreich um die Stelle als Chefköchin von Jackie Kennedy, die nach der Ermordung ihres Gatten, des US-Präsidenten John F. Kennedy, von Washington, D.C., nach New York umgezogen war. Dieser vorläufige Höhepunkt ihrer Karriere endete jedoch im April 1968, nachdem sie ein Schlankheitsrezept der Präsidentenwitwe unautorisiert an eine Zeitschrift des Unternehmens Weight Watchers weitergegeben und wenige Wochen später – ebenfalls ohne Wissen ihrer Arbeitgeberin – einer Klatschreporterin der Tageszeitung The Washington Post Details aus dem Privatleben der Kennedys preisgegeben hatte.
Aufgrund der damit verbundenen Medienberichterstattung landesweit bekannt geworden, erhielt Huste in der Folgezeit zahlreiche Angebote für öffentliche Auftritte. 1970 eröffnete sie in ihrem Privathaus in Manhattan an der Adresse 104 East 30th Street #1 ihre eigene Kochschule Annemarie’s Cooking School, wo sie Kursteilnehmer aus aller Welt unterrichtete.  Sie wurde Chefköchin des Feinschmecker-Magazins Gourmet Magazine und moderierte im Laufe der Jahrzehnte zahlreiche Kochshows im US-Fernsehen. Ihre Kochbücher wurden zu Bestsellern.
1975 stellte Huste in den Vereinigten Staaten einen Einbürgerungsantrag. Etwa vier Jahre lang war sie gemeinsam mit Joe Baumer Inhaberin und Köchin des Cateringbetriebs The Great Take-Out in der Second Avenue in Manhattan. 1979 eröffnete sie im Speisezimmer ihres Hauses das Nobelrestaurant Annemarie’s Dining Room und bewirtete dort Geschäftsleute aus der Wall Street, Politiker und Prominente. Heute gilt ihr Restaurant, das bis 2009 existierte, als erstes Private-Dining-Lokal in New York.
In ihren letzten Lebensjahren litt Annemarie Huste an der Alzheimer-Krankheit. Sie verstarb im Oktober 2016 im Alter von 73 Jahren in East Islip. Ein Nachruf mit ihrer ausführlichen Lebensgeschichte erschien in der New York Times.

## Trivia
Noch zu Hustes Lebzeiten verwendete die Columbia University im Rahmen ihrer Deutschkurse einen kurzen Film des Auslandsfernsehsenders der Deutschen Welle über Hustes ungewöhnliche Karriere mit dem Titel Annemarie Huste, eine erfolgreiche Deutsche in den USA als Grundlage für eine einstündige Unterrichtseinheit für Fortgeschrittene.

## Familie
Annemarie Huste hinterließ zwei Töchter und vier Enkelkinder sowie ihren in Deutschland lebenden Bruder Lothar Huste.

## Veröffentlichungen (Auswahl)
- Annemarie’s Personal Cookbook. Bartholomew House, 1968. (englisch)
- Annemaries internationale Kochrezepte: Feinschmeckergerichte aus aller Welt, Tips f. gepflegte Gastlichkeit. Heyne, München 1969.
- Annemarie’s Cookingschool Cookbook. Houghton Mifflin, Boston 1974, ISBN 978-0-395-19434-8. (englisch)
- Annemarie Huste und Joe Baumer: Good Food. The Professional Chef, New York 1979. (englisch)
- Cooking with Annemarie. Perigee Trade, 1984, ISBN 978-0-399-51012-0. (englisch)
- To the Good Life!: Entertaining with Annemarie. Harry N. Abrams, New York 1990, ISBN 978-0-8109-3850-2. (englisch)
- Entertaining at Home. Harry N. Abrams, New York 1994. ISBN 978-0-8109-2581-6. (englisch)